# Ladislau Şimon
Ladislau Şimon (25. září 1951 Târgu Mureș, Rumunsko - 12. května 2005) byl rumunský zápasník, volnostylař.
V roce 1976 na olympijských hrách v Montréalu, v kategorii nad 100 kg vybojoval bronzovou medaili. Je mistrem světa z roku 1974 a bronzovým z roku 1973. Na mistrovství Evropy vybojoval titul v roce 1976, v roce 1974 byl stříbrný a v roce 1975 bronzový.